# Anthene larydas
Anthene larydas är en fjärilsart som beskrevs av Pieter Cramer 1782. Anthene larydas ingår i släktet Anthene och familjen juvelvingar. Inga underarter finns listade i Catalogue of Life.

## Bildgalleri

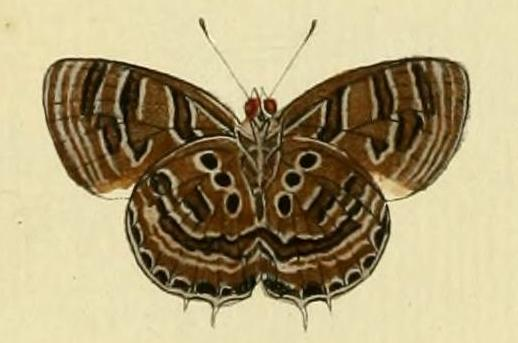
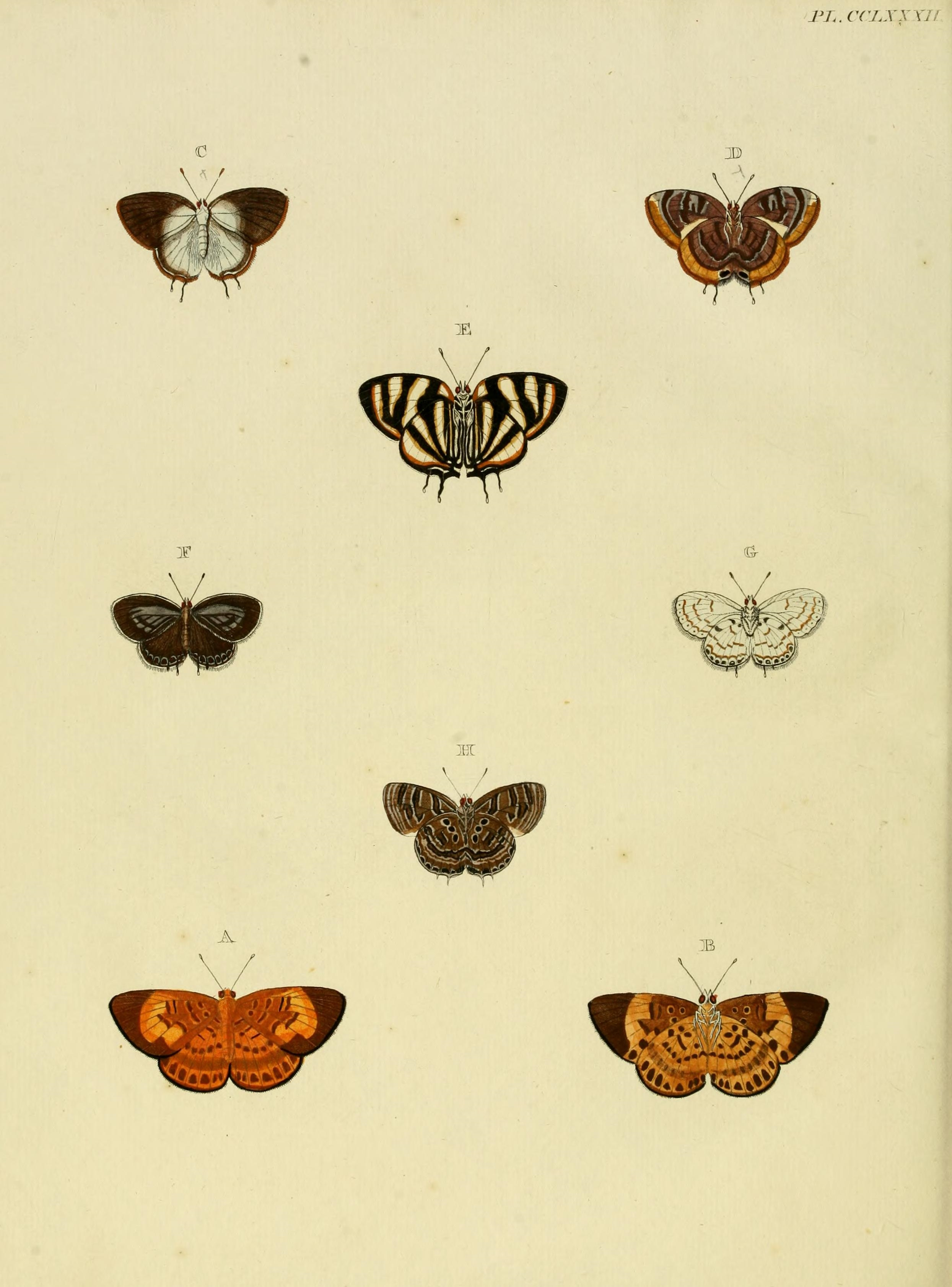
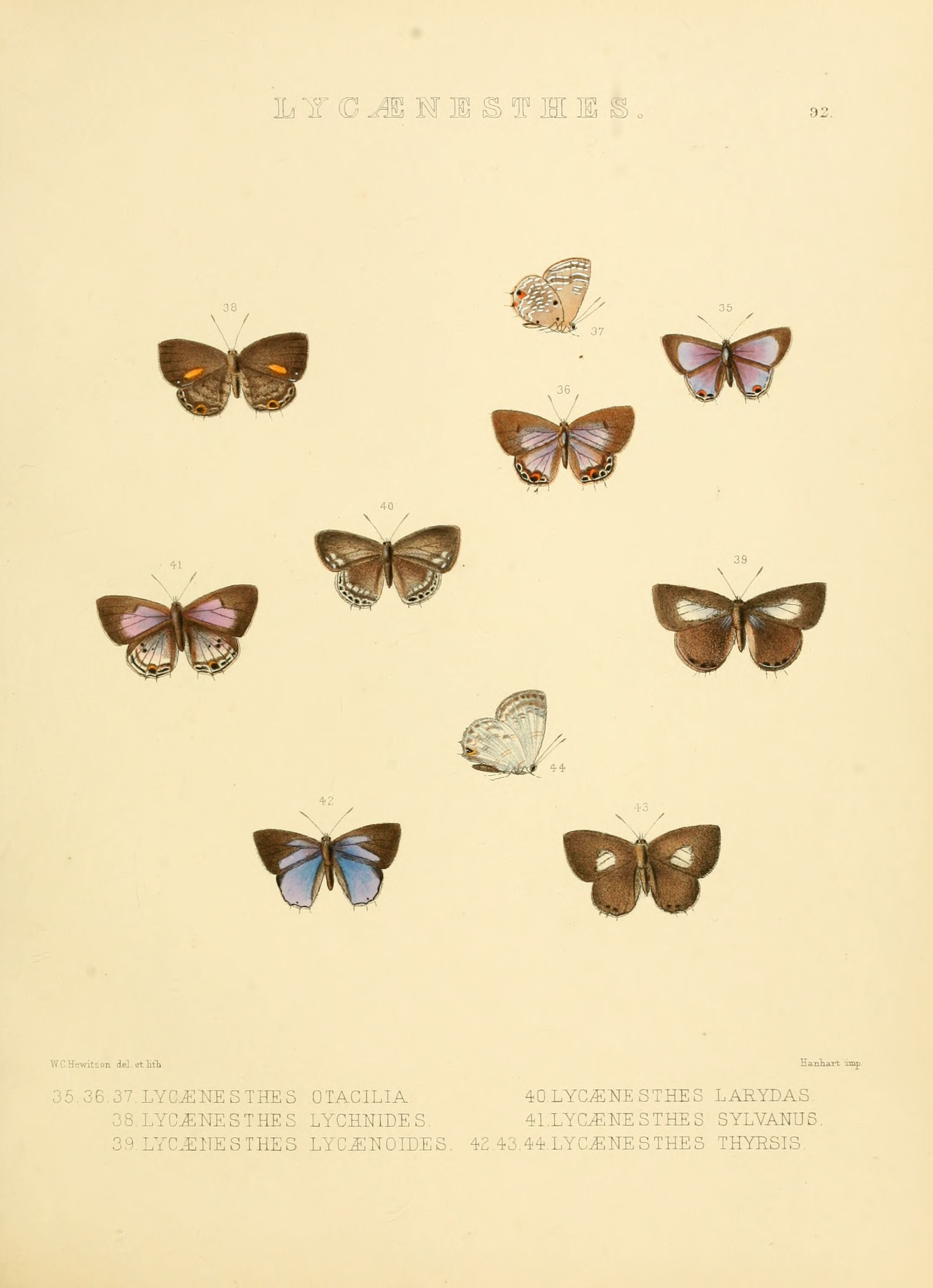